# Diego De Ascentis
Diego De Ascentis (Como, 31 juli 1976) is een voormalig Italiaans voetballer (middenvelder) die in 2010 zijn loopbaan beëindigde bij de Italiaanse eersteklasser Atalanta Bergamo. Voordien speelde hij onder andere voor AC Milan en Torino FC. Hij dwong in het seizoen 2000/01 met Torino promotie af naar de Serie A.
De Ascentis speelde tussen 1996 en 1997 vijf wedstrijden voor de Italiaanse U-21. Hij speelde ook nog vier wedstrijden voor e U-23.

## Carrière
| seizoen   | club             | land   | competitie      | wed. | goals |
| --------- | ---------------- | ------ | --------------- | ---- | ----- |
| 1993-1995 | Como             | Italië | jeugd           | ?    | ?     |
| 1995-1996 | Como             | Italië | Serie C1        | 31   | 1     |
| 1996-1999 | AS Bari          | Italië | Serie B/Serie A | 86   | 3     |
| 1999-2000 | AC Milan         | Italië | Serie A         | 19   | 0     |
| 2000-2005 | Torino FC        | Italië | Serie B/Serie A | 170  | 2     |
| 2005-2006 | AS Livorno       | Italië | Serie A         | 29   | 1     |
| 2006-2007 | Torino FC        | Italië | Serie A         | 30   | 0     |
| 2007-2010 | Atalanta Bergamo | Italië | Serie A         | 45   | 0     |